# Douglas Lilburn
Douglas Gordon Lilburn (ur. 2 listopada 1915 w Wanganui, zm. 6 czerwca 2001 w Wellington) – nowozelandzki kompozytor.

## Życiorys
W latach 1934–1936 studiował w Canterbury University College w Christchurch. W 1936 roku za poemat symfoniczny In the Forest otrzymał nagrodę Percy’ego Graingera. W latach 1937–1940 uczył się w Royal College of Music w Londynie u Ralpha Vaughana Williamsa. W latach 1946–1949 i 1951 był kompozytorem rezydentem Cambridge Summer Music Schools. Od 1947 do 1979 roku wykładał na Victoria University w Wellington. W 1966 roku założył tam pierwsze na obszarze Australii i Oceanii studio muzyki elektronicznej. W 1967 roku założył wydawnictwo muzyczne Wai-te-ata Press Music Edition. Opublikował prace A Search for Tradition (Wellington 1984) i A Search for a Language (Wellington 1985).
Odznaczony Orderem Nowej Zelandii (1988).

## Twórczość
Początkowo tworzył w tradycyjnych formach, na początku lat 50. XX wieku wytworzył eklektyczny styl łączący elementy zaczerpnięte z twórczości Strawinskiego i Bartóka z dorobkiem drugiej szkoły wiedeńskiej. Cechuje się on liryzmem i zwięzłością formy, dostrzegalne są w nim inspiracje nowozelandzkim krajobrazem oraz poezją Denisa Glovera i malarstwem Rity Angus. Od lat 60. zaczął tworzyć głównie muzykę elektroniczną.

## Wybrane kompozycje
(na podstawie materiałów źródłowych)

### Utwory orkiestrowe
- 3 symfonie (I 1948, II 1951, III 1961)
- poemat symfoniczny In the Forest (1936)
- Drysdale Overture (1937, zrewid. 1940 i 1986)
- Festival Overture (1939)
- Aotearoa Overture (1940)
- Introduction and Allegro na smyczki (1942)
- A Song of Islands (1946)
- Cambridge Overture (1946)
- Diversions na smyczki (1947)
- A Birthday Offering (1956)

### Utwory kameralne
- Fantasy na kwartet smyczkowy (1939)
- Allegro concertante na skrzypce i fortepian (1944, zrewid. 1945)
- Trio na skrzypce, altówkę i wiolonczelę (1945)
- Kwartet smyczkowy (1946, zrewid. 1981)
- Sonata skrzypcowa (1950)
- Duos na 2 skrzypiec (1954)
- Kwartet na 2 trąbki, róg i puzon (1957)
- Kwintet dęty (1957)

### Utwory fortepianowe
- Chaconne (1946)
- 2 sonatiny (I 1946, II 1962)
- 9 Short Pieces (1966)

### Utwory organowe
- Prelude and Fugue (1944)

### Utwory wokalno-instrumentalne
- Prodigal Country na baryton, chór i orkiestrę (1939)
- Elegy: In memoriam Noel Newson na 2 głosy i smyczki (1945)
- Elegy na baryton i fortepian (1951)
- Sings Harry na baryton i fortepian lub tenora i gitarę (1954)
- 3 Poems of the Sea na recytatora i smyczki (1958)
- 3 Songs na baryton i altówkę (1958)

### Muzyka elektroniczna
- The Return (1965)
- Poem in Time of War (1967)
- Summer Voices (1969)
- Expo ’70 Dance Sequence (1970)
- 3 Inscapes (1972)
- Carousel (1976)
- Winterset (1976)
- Of Time and Nostalgia (1977)
- Triptych (1977)
- Soundscape with Lake and River (1979)